# Stortjärnen (Kalls socken, Jämtland, 707180-133311)
Stortjärnen är en sjö i Åre kommun i Jämtland och ingår i Indalsälvens huvudavrinningsområde. Sjön har en area på 0,153 kvadratkilometer och ligger 436,5 meter över havet. Sjön avvattnas av vattendraget Anjeströmmen (Vukumanån).

## Delavrinningsområde
Stortjärnen ingår i det delavrinningsområde (707081-133406) som SMHI kallar för Utloppet av Stortjärnen. Medelhöjden är 505 meter över havet och ytan är 7,71 kvadratkilometer. Räknas de 38 avrinningsområdena uppströms in blir den ackumulerade arean 206,08 kvadratkilometer. Anjeströmmen (Vukumanån) som avvattnar avrinningsområdet har biflödesordning 2, vilket innebär att vattnet flödar genom totalt 2 vattendrag innan det når havet efter 367 kilometer. Avrinningsområdet består mestadels av skog (35 procent) och sankmarker (59 procent). Avrinningsområdet har 0,15 kvadratkilometer vattenytor vilket ger det en sjöprocent på 2 procent.